# Seznam dílů seriálu Sabrinina děsivá dobrodružství
Toto je seznam dílů seriálu Sabrinina děsivá dobrodružství. Americký fantastický televizní seriál Sabrinina děsivá dobrodružství byl zveřejněn na Netflixu.

## Přehled řad
| Řada | Díly    | Premiéra na Netflixu                       |
| ---- | ------- | ------------------------------------------ |
| 1    | 10 (+1) | 26. října 2018 14. prosince 2018 (speciál) |
| 2    | 9       | 5. dubna 2019                              |
| 3    | 8       | 24. ledna 2020                             |
| 4    | 8       | 31. prosince 2020                          |

## Seznam dílů

### První část (2018)
| Č. v seriálu | Č. v řadě | Původní název                                | Český název                                   | Režie                  | Scénář                                  | Premiéra na Netflixu |
| ------------ | --------- | -------------------------------------------- | --------------------------------------------- | ---------------------- | --------------------------------------- | -------------------- |
| 1            | 1         | Chapter One: October Country                 | Kapitola první: Říjnová země                  | Lee Toland Krieger     | Roberto Aguirre-Sacasa                  | 26. října 2018       |
| 2            | 2         | Chapter Two: The Dark Baptism                | Kapitola druhá: Temný křest                   | Lee Toland Krieger     | Roberto Aguirre-Sacasa                  | 26. října 2018       |
| 3            | 3         | Chapter Three: The Trial of Sabrina Spellman | Kapitola třetí: Zkouška Sabriny Spellmanové   | Rob Seidenglanz        | Ross Maxwell                            | 26. října 2018       |
| 4            | 4         | Chapter Four: Witch Academy                  | Kapitola čtvrtá: Akademie čarodějnic          | Rob Seidenglanz        | Donna Thorland                          | 26. října 2018       |
| 5            | 5         | Chapter Five: Dreams in a Witch House        | Kapitola pátá: Snění v domě čarodějnic        | Maggie Kiley           | Matthew Barry                           | 26. října 2018       |
| 6            | 6         | Chapter Six: An Exorcism in Greendale        | Šestá kapitola: Vymítání v Greendale          | Rachel Talalay         | Joshua Conkel a MJ Kaufman              | 26. října 2018       |
| 7            | 7         | Chapter Seven: Feast of Feasts               | Kapitola sedmá: Hostina všech hostin          | Viet Nguyen            | Oanh Ly                                 | 26. října 2018       |
| 8            | 8         | Chapter Eight: The Burial                    | Kapitola osmá: Pohřeb                         | Maggie Kiley           | Lindsay Calhoon a Christianne Hedtke    | 26. října 2018       |
| 9            | 9         | Chapter Nine: The Returned Man               | Devátá kapitola: Navrátilec                   | Craig William Macneill | Axelle Carolyn a Christina Ham          | 26. října 2018       |
| 10           | 10        | Chapter Ten: The Witching Hour               | Kapitola desátá: Hodina duchů                 | Rob Seidenglanz        | Roberto Aguirre-Sacasa a Ross Maxwell   | 26. října 2018       |
| 11           | 11        | Chapter Eleven: A Midwinter's Tale           | Kapitola jedenáctá: Příběh zimního slunovratu | Jeff Woolnough         | Roberto Aguirre-Sacasa a Donna Thorland | 14. prosince 2018    |

### Druhá část (2019)
| Č. v seriálu | Č. v řadě | Původní název                                      | Český název                                    | Režie                      | Scénář                                     | Premiéra na Netflixu |
| ------------ | --------- | -------------------------------------------------- | ---------------------------------------------- | -------------------------- | ------------------------------------------ | -------------------- |
| 12           | 1         | Chapter Twelve: The Epiphany                       | Kapitola dvanáctá: Zjevení páně                | Kevin Sullivan             | Roberto Aguirre-Sacasa                     | 5. dubna 2019        |
| 13           | 2         | Chapter Thirteen: The Passion of Sabrina Spellman  | Kapitola třináctá: Umučení Sabriny Spellmanové | Michael Goi                | MJ Kaufman a Christina Ham                 | 5. dubna 2019        |
| 14           | 3         | Chapter Fourteen: Lupercalia                       | Kapitola čtrnáctá: Luperkálie                  | Salli Richardson-Whitfield | Oanh Ly                                    | 5. dubna 2019        |
| 15           | 4         | Chapter Fifteen: Doctor Cerberus's House of Horror | Patnáctá kapitola: Dům hrůzy doktora Cerbera   | Alex Garcia Lopez          | Ross Maxwell                               | 5. dubna 2019        |
| 16           | 5         | Chapter Sixteen: Blackwood                         | Šestnáctá kapitola: Blackwood                  | Alex Pillai                | Matthew Barry                              | 5. dubna 2019        |
| 17           | 6         | Chapter Seventeen: The Missionaries                | Sedmnáctá kapitola: Misionáři                  | Rob Seidenglanz            | Donna Thorland                             | 5. dubna 2019        |
| 18           | 7         | Chapter Eighteen: The Miracles of Sabrina Spellman | Kapitola osmnáctá: Zázraky Sabriny Spellmanové | Antonio Negret             | Christianne Hedtke a Lindsay Calhoon Bring | 5. dubna 2019        |
| 19           | 8         | Chapter Nineteen: The Mandrake                     | Kapitola devatenáctá: Mandragora               | Kevin Sullivan             | Joshua Conkel                              | 5. dubna 2019        |
| 20           | 9         | Chapter Twenty: The Mephisto Waltz                 | Kapitola dvacátá: Valčík s Mefistem            | Rob Seidenglanz            | Roberto Aguirre-Sacasa                     | 5. dubna 2019        |

### Třetí část (2020)
| Č. v seriálu | Č. v řadě | Původní název                            | Český název                                    | Režie                  | Scénář                               | Premiéra na Netflixu |
| ------------ | --------- | ---------------------------------------- | ---------------------------------------------- | ---------------------- | ------------------------------------ | -------------------- |
| 21           | 1         | Chapter Twenty-One: The Hellbound Heart  | Kapitola dvacátá první: Srdce toužící po pekle | Rob Seidenglanz        | Roberto Aguirre-Sacasa               | 24. ledna 2020       |
| 22           | 2         | Chapter Twenty-Two: Drag Me to Hell      | Kapitola dvacátá druhá: Zatáhni mě do pekla    | Alex Pillai            | Ross Maxwell                         | 24. ledna 2020       |
| 23           | 3         | Chapter Twenty-Three: Heavy Is the Crown | Kapitola dvacátá třetí: Těžká je koruna        | Rob Seidenglanz        | Oanh Ly                              | 24. ledna 2020       |
| 24           | 4         | Chapter Twenty-Four: The Hare Moon       | Kapitola dvacátá čtvrtá: Zaječí měsíc          | Viet Nguyen            | Donna Thorland                       | 24. ledna 2020       |
| 25           | 5         | Chapter Twenty-Five: The Devil Within    | Kapitola dvacátá pátá: Ďábel v nitru           | Roxanne Benjamin       | Matthew Barry                        | 24. ledna 2020       |
| 26           | 6         | Chapter Twenty-Six: All of Them Witches  | Kapitola dvacátá šestá: Všechny ty čarodějnice | Michael Goi            | Joshua Conkel                        | 24. ledna 2020       |
| 27           | 7         | Chapter Twenty-Seven: The Judas Kiss     | Kapitola dvacátá sedmá: Jidášův polibek        | Craig William Macneill | Lindsay Calhoon Bring                | 24. ledna 2020       |
| 28           | 8         | Chapter Twenty-Eight: Sabrina Is Legend  | Kaptitola dvacátá osmá: Legendární Sabrina     | Rob Seidenglanz        | Roberto Aguirre-Sacasa a Daniel King | 24. ledna 2020       |

### Čtvrtá část (2020)
| Č. v seriálu | Č. v řadě | Původní název                                   | Český název                                 | Režie             | Scénář                              | Premiéra na Netflixu |
| ------------ | --------- | ----------------------------------------------- | ------------------------------------------- | ----------------- | ----------------------------------- | -------------------- |
| 29           | 1         | Chapter Twenty-Nine: The Eldritch Dark          | Kapitola dvacátá devátá: Temnota            | Jeff Woolnough    | Roberto Aguirre-Sacasa a Gigi Swift | 31. prosince 2020    |
| 30           | 2         | Chapter Thirty: The Uninvited                   | Kapitola třicátá: Nezvaný host              | Alex Pillai       | Katie Avery                         | 31. prosince 2020    |
| 31           | 3         | Chapter Thirty-One: The Weird                   | Kapitola třicátá první: Podivnost           | Lisa Soper        | Jenina Kibuka                       | 31. prosince 2020    |
| 32           | 4         | Chapter Thirty-Two: The Imp of the Perverse     | Kapitola třicátá druhá: Démon zvrácenosti   | Antonio Negret    | Christianne Hedtke                  | 31. prosince 2020    |
| 33           | 5         | Chapter Thirty-Three: Deus Ex Machina           | Kapitola třicátá třetí: Deus Ex Machina     | Amanda Tapping    | Eleanor Jean                        | 31. prosince 2020    |
| 34           | 6         | Chapter Thirty-Four: The Returned               | Kapitola třicátá čtvrtá: Návrat             | Catriona McKenzie | Oanh Ly a Ross Maxwell              | 31. prosince 2020    |
| 35           | 7         | Chapter Thirty-Five: The Endless                | Kapitola třicátá pátá: Bez konce            | Kevin Sullivan    | Donna Thorland a Matthew Barry      | 31. prosince 2020    |
| 36           | 8         | Chapter Thirty-Six: At the Mountains of Madness | Kapitola třicátá šestá: Na Horách šílenství | Rob Seidenglanz   | Roberto Aguirre-Sacasa              | 31. prosince 2020    |